# 普利登堡灣

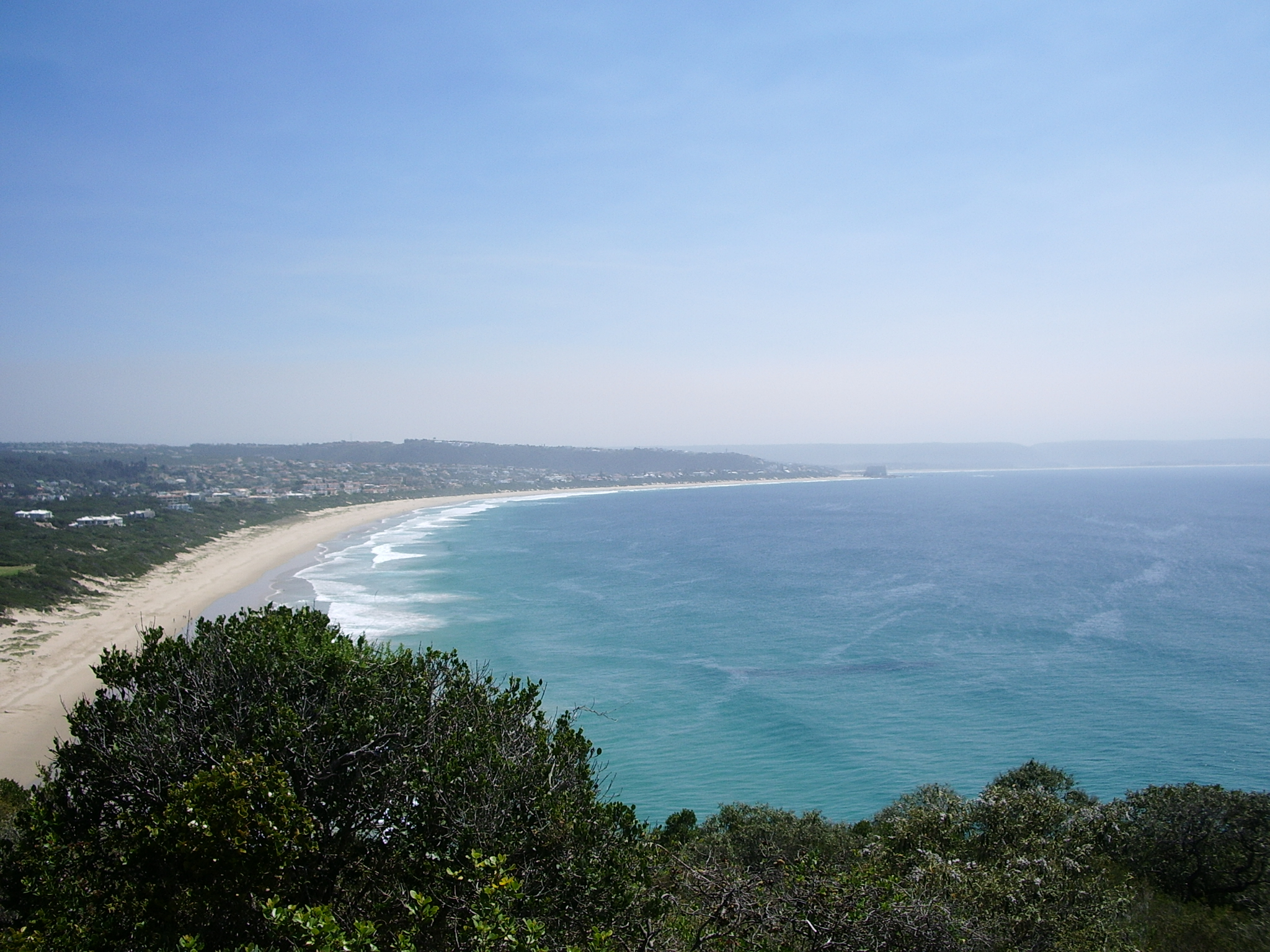
普利登堡灣

普利登堡灣是南非的城鎮，位於該國南部，由西開普省負責管轄，距離開普敦約600公里，面積13.69平方公里，2001年人口8,657，人口密度每平方公里630人。